# José A. Cañabate Vecina
José A. Cañabate Vecina (Palma, Mallorca, 1968) és historiador. Doctor en Història per la UIB (2002), s'ha especialitzat en l'estudi dels moviments juvenils del règim franquista a Mallorca. És autor dels llibres Les organitzacions juvenils a les Balears (segles XIX i XX) (2001) i de Les organitzacions juvenils del règim franquista (1937-60) (2004). Ha publicat diversos articles en revistes especialitzades.